# 西山志澄

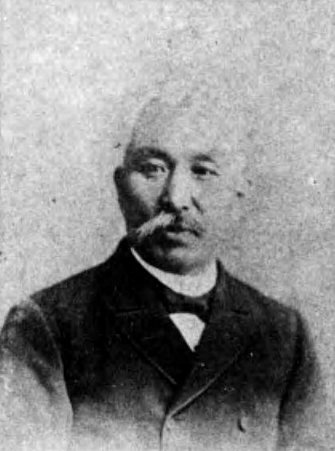
西山志澄

西山 志澄（にしやま ゆきずみ、天保13年6月6日（1842年7月13日） - 明治44年（1911年）5月27日）は、幕末土佐藩の迅衝隊士、明治初期の軍人、政治家。幼名・直次郎。旧姓・平井、植木。

## 生涯
1842年（天保13年）6月6日、土佐国高知南新町（現在の高知市）にて土佐藩士西山嘉蔵の三男に生まれた。同藩士平井真隆の次女・加尾と結婚して平井家へ婿養子にはいるが、1878年（明治11年）3月、妻とともに西山家に復籍した。
文学を市川彬斎や徳永千規に、武芸を武市瑞山や吉村頼平に致道館に学ぶ。のちに土佐勤王党に参加し、平井収二郎が罪に問われた際は土佐への護送、瑞山の下獄に当たっては藩に免罪を願い出た。
1868年（慶応4年）、板垣退助率いる土佐迅衝隊に加わり戊辰戦争に従軍し、功を立てた。
1870年（明治3年）兵部省に出仕して翌年には御親兵一等士官になるが、1873年（明治6年）征韓論争では辞職する。
1874年（明治7年）大蔵省に出任するも、再び辞職して帰郷する。板垣退助を助けて立志社、愛国社、土佐民会の設立に尽力をする。1878年（明治11年）立志社副社長、1880年（明治13年）愛国社の副議長となり、欠席の片岡健吉に代わって国会開設の歎願の議論をまとめた。
1883年（明治16年）土陽新聞社長。1887年（明治20年）言論、出版、集会の自由を建白するため上京するも保安条例によって投獄される。1889年（明治22年）帰郷。1890年（明治23年）自由党幹事となる。翌年同志と自由倶楽部を組織し、1892年（明治25年）2月の第2回衆議院議員総選挙で高知県第三区から出馬し代議士に当選。以後、1893年（明治31年）3月の第5回総選挙まで連続4回当選。また、第9回総選挙の補欠選挙で当選し、通算5回の当選を果した。
1898年（明治31年）第1次大隈重信内閣では警視総監を務めた。1911年（明治44年）5月27日没。享年70。

## 家族
- 妻：平井加尾
- 弟：山本幸彦

## 参考資料
- 『高知県人名事典 新版』高知新聞社、1999年。
- 衆議院・参議院編『議会制度七十年史 - 衆議院議員名鑑』大蔵省印刷局、1962年。